# Vrede van Atrecht (1482)

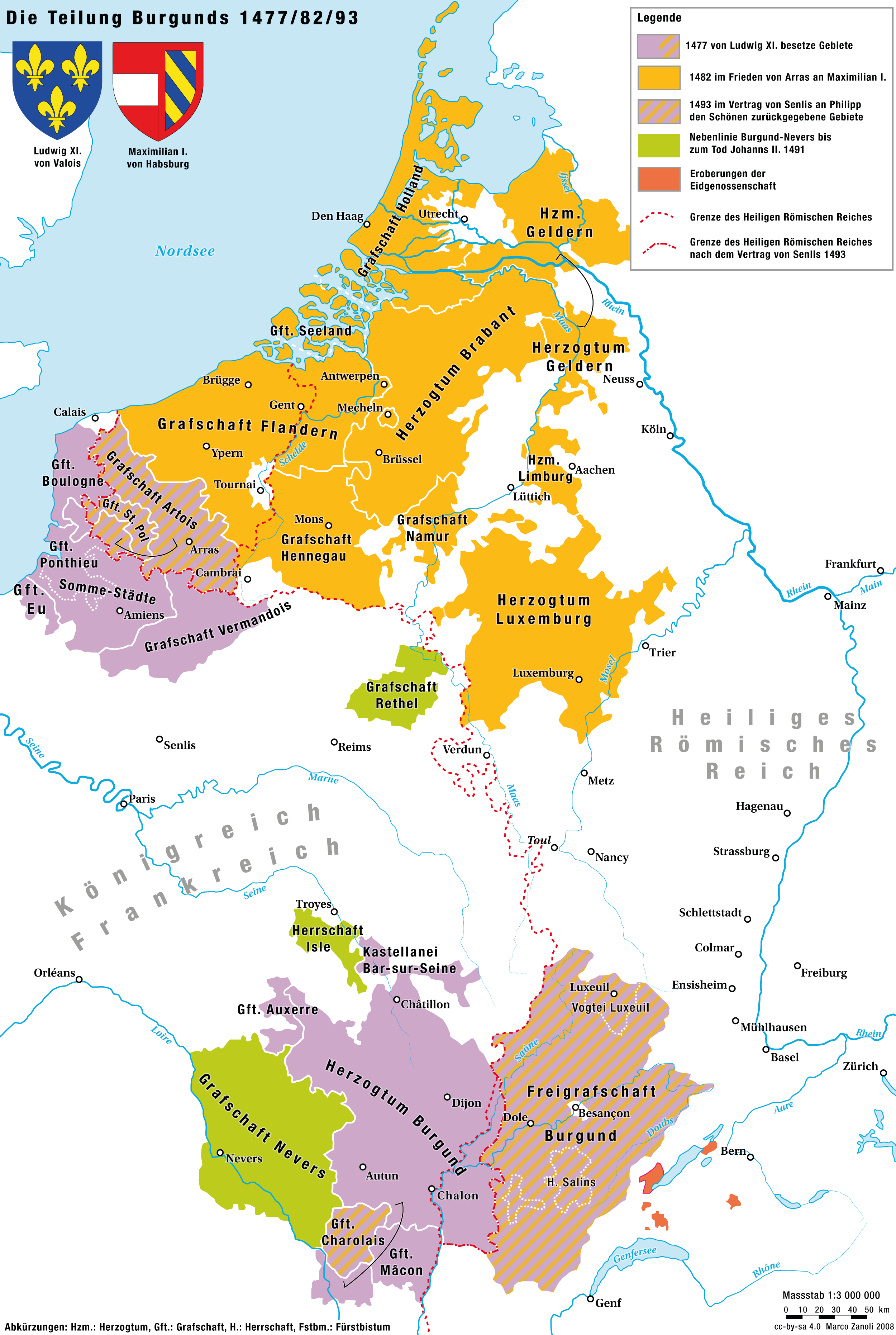
De verdeling van de Bourgondische erfenis tussen Frankrijk en Habsburg tot 1493

De Vrede van Atrecht (het huidige Arras) is een verdrag op 23 december 1482 gesloten tussen Lodewijk XI van Frankrijk en Maximiliaan van Oostenrijk dat de Bourgondische Successieoorlog beëindigde.
Als gevolg van de Bourgondische nederlaag bij Nancy had koning Lodewijk XI het vrijgraafschap Bourgondië en het hertogdom Bourgondië, het graafschap Artesië en Picardië ingelijfd. Na de dood van Maria van Bourgondië (1482) kwam er een einde aan het vredesakkoord met Lodewijk XI. Maximiliaan wilde daarom de vijandelijkheden met Frankrijk hernemen, in de hoop de verloren gebieden te heroveren. De Vlaamse steden kwamen echter in opstand tegen Maximiliaan en zetten hem onder druk om zijn plannen te staken.
Zonder de bijstand van de Vlaamse steden kon Maximiliaan zich geen oorlog veroorloven. Daarom sloot hij op 23 december 1482 te Atrecht opnieuw vrede met de Franse koning. Voorlopig zou hij de Franse inlijvingen erkennen. Verder werd er onder andere bepaald dat Maximiliaans tweejarige dochtertje Margaretha werd verloofd met de Franse dauphin Karel. Na de dood van Lodewijk XI (1483) zou Maximiliaan opnieuw een oorlog starten. Ook toen doorkruisten de Vlaamse steden zijn plannen, waarop hij de Vrede van Senlis sloot in 1493.